# Geoffrey Jenkins
Geoffrey Jenkins (Puerto Elizabeth, 1920 - Durban, 2001) fue un novelista sudafricano.
Su primera novela publicada, A Twist of Sand, fue lanzada en 1959 y se convirtió en una película de cine en 1968, protagonizada por Richard Johnson y Honor Blackman. 
Ian Fleming, creador de la serie de novelas de James Bond dijo una vez que "Geoffrey Jenkins tenía el don supremo de la originalidad... A Twist of Sand es una novela imaginativa en la tradición de la alta y original aventura". Tras la muerte de Fleming se ha informado que Glidrose Productions le encargó a Jenkins que escribiera una novela de James Bond en 1966. 

## Obras
- A Twist of Sand (1959)/llevada al cine en 1968
- The Watering Place of Good Peace (1960)
- A Grue of Ice (1962)
- The River of Diamonds (1964)
- Hunter Killer (1966)
- Scend of the Sea (1971)
- A Cleft of Stars (1973)
- A Bridge of Magpies (1974)
- South Trap (1979)
- A Ravel of Waters (1981)
- The Unripe Gold (1983)
- Fireprint (1984)
- In Harm's Way (1986)/llevada al cine en 1989 con el título Dirty Games
- Hold Down a Shadow (1989)
- A Hive of Dead Men (1991)
- A Daystar of Fear (1993)